# Jefriemow
Jefriemow (ros. Ефремов) – miasto w zachodniej Rosji, w obwodzie tulskim, liczące 44 559 mieszkańców (1 stycznia 2006 r.).

## Miasta partnerskie
- Liptowski Mikulasz, Słowacja